# Recensământul din 1897 din Imperiul Rus
Recensământul din 1897 a devenit primul și singurul recensământ general al Imperiului Rus. A costat statul șapte milioane de ruble. Rezultatele recensământului au fost publicate în 89 de volume cu titlul general „Primul recensământ general al Imperiului Rus în 1897”.

## Preliminarii
În secolul al XIII-lea, mongolo-tătarii au recensat populația Rusiei de trei ori - în 1245, 1257 și 1274. Conform acestor recensăminte, populația Rusiei de atunci este estimată la aproximativ 10 milioane. Populația imperiului rus în 1710 în timpul domniei lui Petru I a fost estimată la 15 milioane de oameni.
De la începutul secolului al XVIII-lea au început să fie efectuate controale și recensăminte ale populației care au devenit relativ regulate. În total, au fost efectuate 3 mari recensăminte administrative și polițienești ale populației - în 1858, 1863, 1885. Înainte de 1918, Înregistrările nașterilor, căsătorilor și decese) erau efectuate de organizațiiile religioase. Toate aceste tipuri de înregistrări ale populației sunt consideerate inexactitate. 
În 1870, proiectul pentru un recensământ al populației întregii Ruse a fost discutat la Primul Congres al Statisticienilor din întreaga Rusie, și în 1876 la sesiunea a VIII-a a Congresului Internațional de Statistică. La 26 februarie 1877, proiectul „Regulamentului privind recensământul general național”, elaborat de o comisie din subordinea Ministerului Finanțelor, a fost înaintat Consiliului de Stat, unde hu a fost discutat din cauza izbucniriii războiuui ruso-turc din 1877-1878 e. După 18901 necesitea de a avea cifre exacte asupra populației imperiului a devenit mai acută.

## Pregătirea recensământului

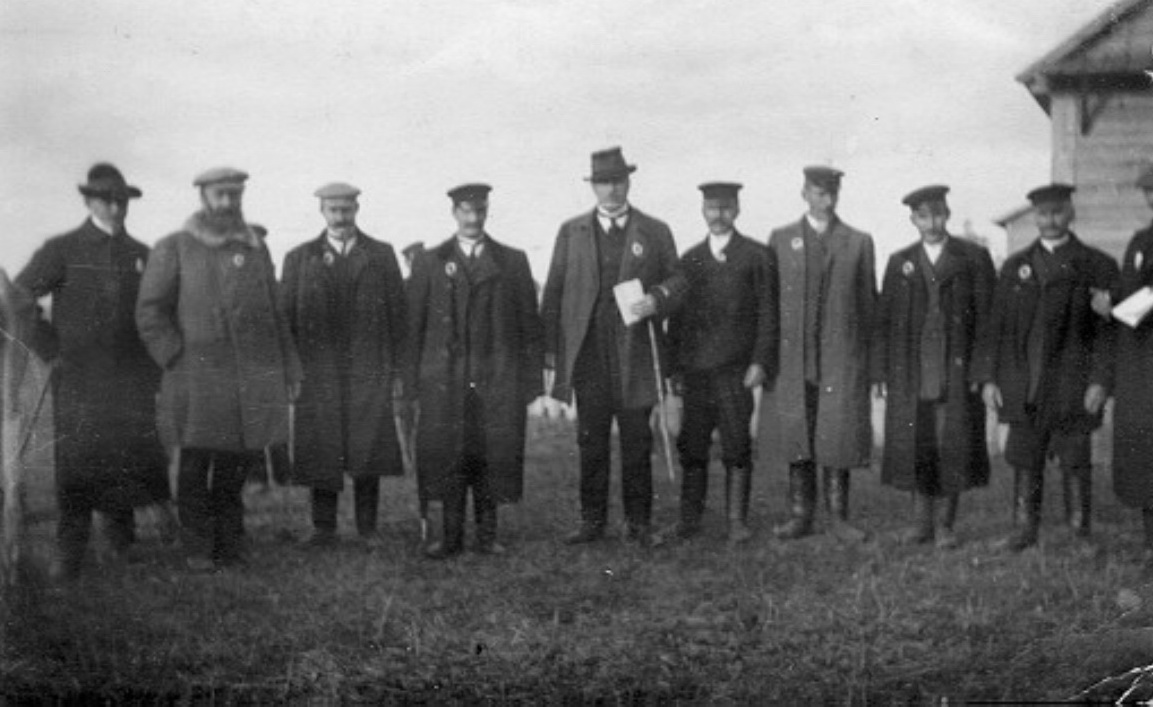
Grup de recenzori

La 5 iunie 1895, proiectul Regulamentului privind recensământul a fost aprobat de împăratul Nicolae al II-lea.
Organizarea lucrărilor pregătitoare pentru recensământul populației a fost încredințată Comisiei principale de recensământ a Ministerului Afacerilor Interne al Imperiului Rus. Comisia a fost condusă de ministrul Afacerilor Interne. Responsabilitățile ei au inclus:
- întocmirea formularelor si instructiunilor de recensamant;
- trimiterea de persoanal suplimentar la fiecare sectie de recensamant pentru a consolida agentiile locale;
- determinarea și repartizarea sumelor necesare alocate pentru recensământ;
- rezolvarea neînțelegerilor și a reclamațiilor.

Au fost înființate comisii în provincii, raioane și orașe mari. Guvernatorii au fost numiți președinți ai comisiilor provinciale.
Guvernatorii au fost însărcinați cu următoarele atribuții:
- organizează comisii provinciale (regionale) cel târziu la 1 octombrie 1896 și comisii pentru uezduriînainte de 5 octombrie 1896;
- depunerea la Comisia Centrală de Recensământ a listelor membrilor comisiei de recensământ provinciale (regionale),;
- transmiterea către uezduri a listelor localităților iar pentru orase a listelor subunităților administrative pentru care trebuiau prezentate rezultatele recensâmântului.

Comisiile provinciale trebuiau să controleze distribuirea corectă și la timp a formularelor de recensământ. S-au format comisii speciale în orașele Sankt Peterburg, Moscova, Varșovia, Nikolaev, Kronstadt, Odesa, Sevastopol și Kerci.
- instrucțiuni pentru enumeratorii rurali;
- numărul de copii ale formularelor de recensământ A și B, coperti formularelor I și formularului II, declarații de numărare a populației necesare pentru recensământ;
- un certificat care să ateste identitatea sa de ghișeu, servietă și articole de papetărie.

### Partea tehnică a recensământului
A fost elaborat o serie de documente pentru nevoile recensământului:
- instrucțiuni pentru guvernatori;
- instrucțiuni către comisiile județene și orășenești;
- instrucțiuni de la conducătorii de secții de recensământ;
- instrucțiuni pentru recenzor;
- instrucțiuni pentru efectuarea unui recensământ al clădirilor, instituțiilor și unităților din Casa Imperială.

### Probleme economice ale pregătirii recensământului
Pentru nevoile recensământului, Comisia Centrală a comandat peste 40 de mii de livre de hârtie pentru formulare, 60 de mii de călimări și 60 de mii de serviete pentru recensământul rural. În vara anului 1896 s-a hotărât închirierea unei clădiri în Sankt Peterburg, unde urma să fie centralizate dateie recensământului. Chiria a fost stabilită la 28 de mii de ruble pe an pentru o perioadă de 4 ani.

## Efectuarea recensământuiui
Recensământul a fost efectuat la 28 ianuarie 1897. Formularele de recensământ au fost completate în prealabil. În mediul rural, f0rnele erau completate la birourile de recensâmânt cu 20-30 de zile înainte de ziua recensământului, iar în orașe se distribuiau fișele proprietarilor de apartamente cu 5-10 zile înainte de începerea recensământului. Începând din ziua recensământului, recenzorii au parcurs din nou prin zonele de care răspundeau,, au clarificat informațiile și au modificăt datee din formulaele completate îh cazul îh dare apăruseră modificărt în componența familiei ii după prima vizită. În mediul rural au fost alocate 4 zile pentru aceasta, iar în orașe - 2 zile. Apoi, în 4-5 zile, recehzorii au pus materialele în ordine și le-au predat șefului secției de recensământ. Adunările rurale au accelerat semnificativ verificarea materialelor colectate de către birourile rurale. Pentru gradele militare inferioare ale armatei și marinei, formularele de recensământ au fost completate de autoritățile militare sau navale, iar pentru ofițeri - de către aceștia
Datele recensământului au fost strict confidențiale. La sfârșitul recensământului, formularele de recensământ au fost împachetate în saci de călătorie cântărind între 3 și 5 livre și trimise pe calea ferată la Comisia Principală de Recensământ din Sankt Peterburg. Fiecare balot era marcat cu un număr și numele provinciei. În balot a fost inclusă o factură cu indicarea detaliată a materialului (uezd, oraș etc.).
Practic, din cauza nivelului redus de alfabetizare a populației, majoritatea formularelor au fost completate de recehzori. În total, la lucru au participat până la 150 de mii de recehzori, cu care au fost completate 30 de milioane de formulare. Recenzorii trebuiau să completeze formularele de recensământ cu cerneală.
Șeful zonei de recensământ era obligat să verifice formularele de recensământ primite de la recenzori asigurându-se că erau incluse toate casele sau zonele populate și, că rezultatele erau complete și corect r înscrise în formularele de recensământ. Apoi rezultatele au fost sintetizate. Formularul de sinteză trebuia să fie completat în termen de două săptămâni de la data primirii materialului de la recenztori și trimis comisiei de recensământ a uezdului. La rândul ei, această comisie avea responsabilitiatea de a verifica materialele de recensământ și calculele efectuate de șefii unităților de recensământ și de a elabora rezultate preliminare ale recensământului. După aceea, rezultatele complete au fost trimise Comisiei Principale de Recensământ.
După colectarea datelor, informațiile din formularele de recensământ au fost codificate folosind simboluri speciale și apoi transferate pe un cartele perforat>e care au fosst prelucrate cun mașinilor electrice de calcul Hollerith. În general, costul total al recensământului a fost de aproximativ 6-7 milioane de ruble.

## Prelucrarea rezultatelor și fiabilitatea acestora
Toate formularele de recensământ au fost trimise Comitetului Central de Statistică, care cuprindea mai multe departamente în care lucrau 2.600 de persoane. Prelucrarea a fost efectuată cu o mașină electrică Hollerith, fusese utilizaă cu succees în timpul recensămintelor din Statele Unnite ale Americii și din Austro-Ungaria. Echipamentul cuprindea un tabulator, 30 de perforatoare și 2 sortatoarere - pentru gruparea cărților perforate după una sau mai multe caracteristici. e. Fiecare cartelă perforată corespundea unei singure persoane și, de aceea, era numită cartelă personală. 
Recensământul populației nu a putut servi drept model pentru utilizarea mașinilor Hollerith din mai multe motive: calificarea insuficientă a personalului, lipsa de asistență din partea autorităților locale, formalizarea insuficientă a înregistrărilor.

## Dezavantajele recensământului populației
La recensământul din 1897 sunt vizibile rămășițe ale sistemului de iobăgie. Astfel, alături de populația efectivă - prezentă și permanentă - la recensământ a luat în considerare și populația înregistrată.
Completarea formularelor în limba maternă a fost admisibilă doar în cazurile în care respondentul nu cunoștea limba rusă, astfel încât informațiile despre numărul de persoane care pot citi în limba maternă și numărul minorităților naționale nu sunt suficient de exacte.
Deoarece recensământul a fost efectuat iarna, numărul de muncitori este subestimat din cauza reducerii sezoniere a acestora în Altai în industria minieră și prelucrarea lemnului. Datorită calculului formal al populației urbane, locuitorii multor centre industriale care nu au locuit în orașe au fost clasificați locuitorica rurali Această situație s-a ivit la Ijevsk, Nijni Taghil și alte fabrici din Urali, Orehovo și Zuevo și alte sate industriale din zona centrală cu până la 10 mii de oameni. Totodată, capitalele de yezd mici, cu o populație mai mică de 1 mie, de locuitori erau considerate orașe.
Informațiile culese în timpul recensământului cu privire la religie au fost nesatisfăcătoare. În primul rând, mulți sectanți și-au ascuns apartenența la sectă, dându-se drept ortodocși, iar în al doilea rând, unele autorități locale au forțat populația să se înregistreze ca ortodocși.
Aproape nicio lucrare explicativă în rândul populației nu a fost efectuată cu privire la sensul și scopul recensământului populației, ceea ce a dat naștere la multe zvonuri, zvonuri, tulburări și chiar rezistență deschisă la recensământ.
Recensământul din posesiunile din Asia Centrală ale Imperiului Rus este, de asemenea, departe de a fi exact și complet și conține o serie de deficiențe semnificative:

## Rezultatele recensământului

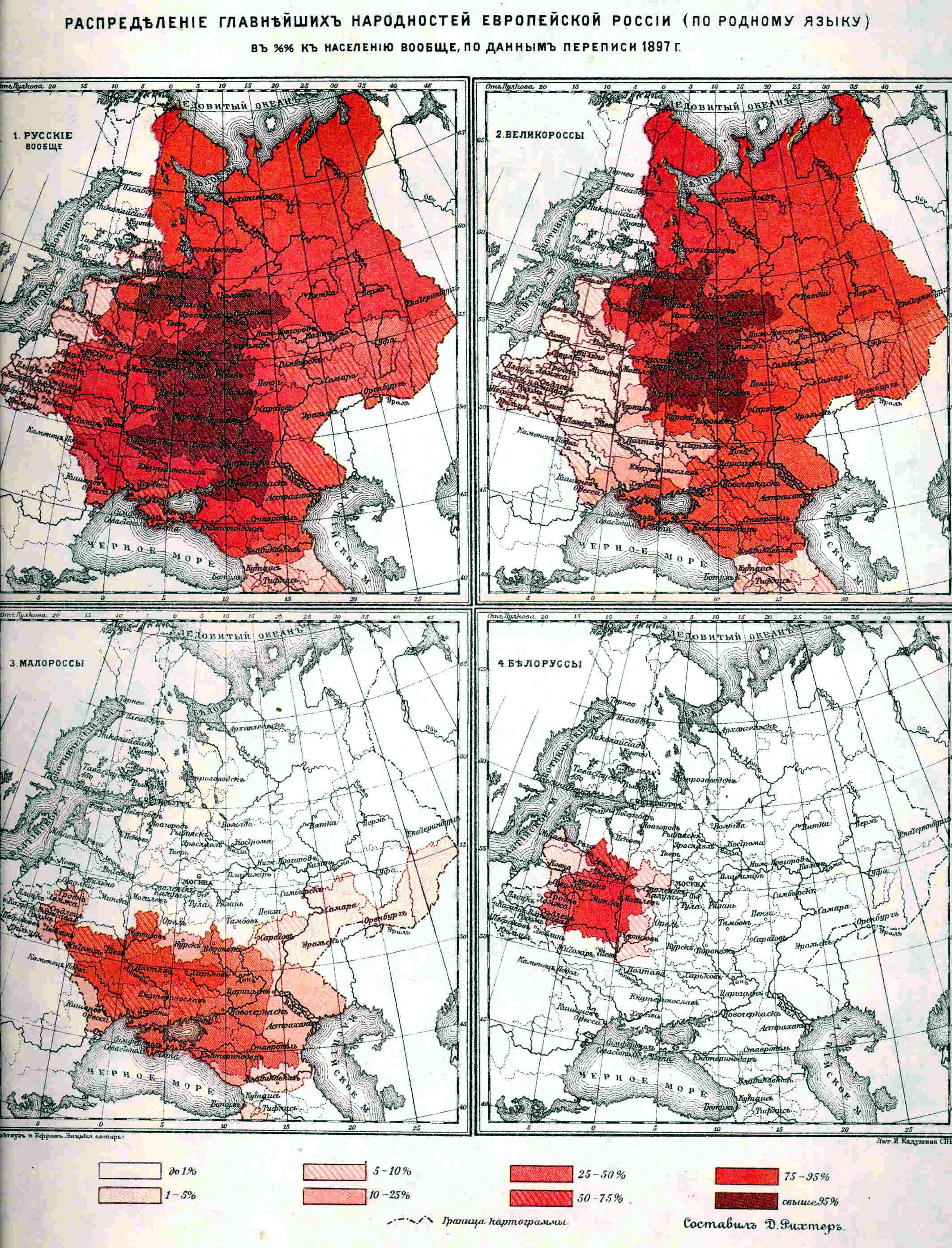
Distribuția limbilor slave de est în partea europeană a Imperiului Rus, până la provincii, conform primului recensământ general din 1897

Populația Imperiului Rus era de 125.680.682 de locuitori. Densitatea populației în întregul imperiu era de 6,7 persoane pe 1 verstă pătrată. Vârsta medie a populației era de 21,16 ani. Populația a fost dominată de persoane în vârstă de muncă (20-60 ani): 44,9% bărbați și 44,5% femei. Au fost 101,05 femei la 100 de bărbați. 39,5% dintre locuitorii imperiului erau căsătoriți. Mărimea medie a familiei era de 5,8 persoane. 8,5% din familii au avut servitori sau angajați. 77,5% din populație eraut țărani, 10,7% burghezi, cazaci și nobili - 1,5% negustori 
În momentul recensământului, locuiau în orașe 16.579.694 de locuitori (13% din populația totală). Iar 2.315.820 de locuitori se aflau în 6.369 de așezări extraurbane cu peste 2.000 de locuitori. În Sankt Petersburg, Moscova, Varșovia și Odesa erau 3.391.018 locuitori, sau 20,5% din totalul populației urbane a imperiului. 78,9% din populația părții europene a Imperiului Rus era analfabetă și erau de 2,2 ori mai multe femei analfabete decât bărbați. Cel mai mare oraș a fost Sankt Petersburg (1.264.920 de locuitori), cel mai slab populat a fost Turukhansk (212 de locuitori). Cel mai mare număr de localiăți se aflau în provinciile europene (672 de orașe și 491.848 de sate), cel mai redus sunt în Asia Centrală (46, respectiv 7.663). După limba maternă, populația era repartizată astfel: 44,31% - Veiikorușu, 17,81% - Maloruși, 6,31% - Polonezi, 4,68% - Belarusi, 4,0% - Semiți </link></link> , 14,06% - Ural-Altaieni </link></link> , 1,97% - naționalități izolate după limbă, 0,07% - popoare culturale ale Orientului Îndepărtat. Confesional, imperiul a fost reprezentat de ortodocși și vechi credincioși - 69,9% din locuitori, musulmani - 10,8%, catolici - 8,9%, protestanți - 4,8%, evrei - 4,0%, budiști - 0,3%.
Pentru referință: orașe ale Imperiului Rus cu o populație de peste 50 de mii de locuitori conform rezultatelor recensământului
(orașele din granițele Federației Ruse moderne sunt evidențiate îh portocaliu )
| №  | ГOraș              | Nume actual      | Populațte                                                                             | Unitate administrattvă          | Țara actuală      |
| -- | ------------------ | ---------------- | ------------------------------------------------------------------------------------- | ------------------------------- | ----------------- |
| 1  | Sankt Petersburg   | Sankt Petersburg | 1 264 900                                                                             | Gubernia Sankt-Peterburg        | Rusia             |
| 2  | Moscova            | Moscova          | 1 038 600                                                                             | Gubernia Moscova                | Rusia             |
| 3  | Varșovia           | Varșovia         | 683 700                                                                               | Gubernia Varșovia               | Polonia           |
| 4  | Odesa              | Odesa            | 403 800                                                                               | Gubernia Odesa                  | Ucraina           |
| 5  | Łódź               | Łódź             | 314 000                                                                               | Gubernia Petrokov               | Polonia           |
| 6  | Riga               | Riga             | 282 900 (cu orașul Usr-Dvinsk și zona preorășenească); 256 000 îh orașul proprpiu zis | Gubernia Livonia                | Letonia           |
| 7  | Kiev               | Kiev             | 247 700                                                                               | Gubernia Kiev                   | Ucraina           |
| 8  | Харьков            | Харьков          | 174 000                                                                               | Gubernia Harkov                 | Ucraina           |
| 9  | Tiflis             | Tbilissi         | 160 600                                                                               | Gubernia Tiflis                 | Georgia           |
| 10 | Vilna              | Vilnius          | 159 600                                                                               | Gubernia Vilnia                 | Lituania          |
| 11 | Tașkent            | Tașkent          | 156 40                                                                                | Oblastul Sâr Daria              | Uzbekistan        |
| 12 | Saratov            | Saratov          | 137 100                                                                               | Gubernia Saratov                | Rusia             |
| 13 | Kazan              | Kazan            | 130 000                                                                               | Gubernia Kazan                  | Rusia             |
| 14 | Ростов-на-Дону     | Ростов-на-Дону   | 119 500                                                                               | Regiunea Armatei de pe Don      | Rusia             |
| 15 | Tula               | Tula             | 114 700                                                                               | Gubernia Tula                   | Rusia             |
| 16 | Astrahan           | Astrahan         | 113 000                                                                               | Gubernia Astrahan               | Rusia             |
| 17 | Baku               | Baku             | 112 30                                                                                | Gubernia Baku                   | Azerbaidjan       |
| 18 | Ekaterinoslav      | Днепр            | 112 800                                                                               | Gubernia Ekaterinoslav          | Ucraina           |
| 19 | Chișinău           | Chișinău         | 108 500                                                                               | Gubernia Basarabia              | Republica Moldova |
| 20 | Helsingfors        | Helsinki         | 93 000                                                                                | GubernIa Finlanda               | Finlanda          |
| 21 | Nicolaev           | Nicolaev         | 92 000                                                                                | Gubernia Herson                 | Ucraina           |
| 22 | Minsk              | Minsk            | 91 500                                                                                | Gubernia Minsk                  | Belarus           |
| 23 | Nijni Novgorod     | Nijni Novgorod   | 90 102                                                                                | Gubernia Nijni Novgorod         | [[Rusia]          |
| 24 | Samara             | Samara           | 90 153                                                                                | Gubernia Samara                 | Rusia             |
| 25 | Kokand             | Kokand           | 81 400                                                                                | Oblastul Fergana                | Uzbekistan        |
| 26 | Voronej            | Voronej          | 81 000                                                                                | Gubernia Voronej                | [[Rusia]          |
| 27 | Kursk              | Kursk            | 76 000                                                                                | Gubernia Kursk                  | Rusia             |
| 28 | Kovno              | Каunas           | 73 500                                                                                | Gubernia Kovno                  | Lituania          |
| 29 | Orenburg           | Orenburg         | 72 400                                                                                | Gubernia Orenburg               | Rusia             |
| 30 | Iaroslavl          | Iaroslavl        | 71 600                                                                                | Gubernia Iaroslavl              | Rusia             |
| 31 | Oriol              | Oriol            | 70 000                                                                                | Gubernia Oriol                  | Rusia             |
| 32 | Dvinsk             | Daugavpils       | 69 700                                                                                | Gubernia Vitebsk                | Letonia           |
| 33 | Белосток           | Белосток         | 66 000                                                                                | Gubernia Grodno                 | Polonia           |
| 34 | Vitebsk            | Vitebsk          | 65 900                                                                                | Gubernia Vitebsk                | Belarus           |
| 35 | Jitomir            | Jitomir          | 65 900                                                                                | Guberhia Volna                  | Ucraina           |
| 36 | Ekaterinodar       | Краснодар        | 65 600                                                                                | Regiunea Kuban                  | Rusiaя            |
| 37 | Revel              | Tallinn          | 64 600                                                                                | Gubernia Estoniană              | Estonia           |
| 38 | Libava             | Liepāja          | 64 500                                                                                | Gubernia Kurlandei              | Letonia           |
| 39 | Kremenciug         | Kremenciug       | 63 000                                                                                | Gubernia Poltava                | Ucraina           |
| 40 | Namangan           | Namangan         | 62 000                                                                                | Oblastul Fergana                | Uzbekistan        |
| 41 | Elisavetgrad       | Kropîvnîțkîi     | 61 500<                                                                               | Gubernia Herson                 | Ucraina           |
| 42 | Penza              | Penza            | 60 000                                                                                | Gubernia Penzaя                 | Rusia             |
| 43 | Kronstadt          | Kronstadt        | 59 500                                                                                | Gubernia Sankt-Petersburg       | Rusia             |
| 44 | Hersonн            | Hersonн          | 59 100                                                                                | Gubernia Herson                 | Ucraina           |
| 45 | Poltava            | Poltava          | 55 700                                                                                | Gubernia Poltava                | Ucraina           |
| 46 | Țarâțân            | Volgograd        | 55 200                                                                                | Gubernia Saratov                | Rusia             |
| 47 | Samarkand          | Samarkand        | 55 100                                                                                | Oblastul Samarkand              | Uzbekistan        |
| 48 | Ivanovo-Voznesensk | Ivanovo          | 54 200                                                                                | Gubernia Vladimir               | Rusia             |
| 49 | Sevastopol         | Sevastopol       | 53 600                                                                                | Municipalitatea Sevastopol      | Rusia             |
| 50 | Tver               | Tver             | 53 500                                                                                | Gubernia Tver                   | Rusia             |
| 51 | Berdicev           | Berdicev         | 53 400                                                                                | Gubernia Tver                   | Ucraina           |
| 52 | Tomsk              | Tomsk            | 52 200                                                                                | Gubernia Tomsk                  | Rusia             |
| 53 | Novocerkassk       | Novocerkassk     | 52 000                                                                                | [[[Oblastul Armatei de pe Don]] | Rusia             |
| 54 | Irkuțk             | Irkuțk           | 51 500                                                                                | Gubernia Irkuțk                 | Rusia             |
| 55 | Taganrog           | Taganrog         | 51 400                                                                                | [[[Oblastul Armatei de pe Don]] | Rusia             |
| 56 | Lublin             | Lublin           | 50 300                                                                                | Gubernia Lublin                 | Polonia           |

### După ocupație
- Oficiali și trupe 1,5 (0,7)
- Cler și profesii liberale 0,7 (0,9)
- Chiriași și pensionari 1,3 (0,9)
- Închiși și prostituate și necunoscute 0,6 (0,3)
- Comercianți 1,6 (3,4)
- Căi de comunicare și comunicare 0,7 (1,2)
- Serviciu privat, servitori, zilieri 3,4 (2,4)
- Agricultură 18,2 (75,5)
- Industrie 5.2 (7.1)

Total independent 33,2 (cu membrii familiei - 92,4). Total - 125,6